# Trung tâm đào tạo quốc gia GFA
Trung tâm đào tạo quốc gia Hiệp hội bóng đá Guam (GFA) (tiếng Anh: GFA National Training Center) là một sân vận động bóng đá ở Dededo, Guam. Sân có sức chứa khoảng 5.000 khán giả.
Trận đấu vòng loại World Cup đầu tiên được tổ chức tại sân vận động là vào ngày 11 tháng 6 năm 2015. Trận đấu diễn ra giữa Guam và Turkmenistan, với đội chủ nhà giành chiến thắng trước đội khách với tỷ số 1–0.